# Гиногенез
Гиногене́з — частный случай партеногенеза, особая форма полового размножения, при которой после проникновения спермия в яйцеклетку их ядра не сливаются, и в последующем развитии участвует только ядро яйцеклетки, либо не происходит оплодотворения. При этом нет объединения наследственного материала родителей посредством слияния ядер их половых клеток.
Роль сперматозоида ограничивается активацией осеменённого яйца к развитию. В природе гиногенез встречается крайне редко. Известен у нескольких видов рыб (голомянка, серебряный карась, амазонская моллинезия и др.), земноводных, круглых червей и растения семейства амариллисовых (Atamosco mexicana).
Экспериментально гиногенез может быть получен при осеменении яиц спермой далёких видов, инактивацией ядра сперматозоида физическими и химическими агентами или механическим удалением мужского пронуклеуса из яйца. Развивающиеся при этом гаплоидные зародыши обычно нежизнеспособны. Гиногенез используется для получения строго гомозиготных организмов, а также особей одного, обычно женского, пола. Для получения диплоидного гиногенеза необходимо подавить цитотомию одного из делений созревания яйцеклетки или одного из первых делений дробления яйца.
Устаревший синоним гиногенеза — мероспермия (неспособность ядра спермия соединиться с ядром яйцеклетки после проникновения в неё, что является одной из основных причин гиногенеза).